# Кочетов, Иван Васильевич
Иван Васильевич Кочетов (1900—1992) — советский работник промышленности, энергетик, заместитель главного инженера ВоткинскГЭСстроя, Герой Социалистического Труда (1966).

## Биография
Родился 24 июня 1900 года в деревне Юдино Нижегородской губернии в крестьянской семье. Вскоре все переехали в город Бобруйск, где отец работал смотрителем Припять-Неманской водной системы. В 1905 году семья переехала в город Оренбург.
А Оренбурге Иван окончил восьмилетнее училище. В 1917 году окончил Ташкентское железнодорожное техническое училище. Трудовую деятельность начал чертежником на участке службы пути Орской железной дороги, позже работал техником-изыскателем подъездных путей. Затем Кочетов работал в Госстройконторе Оренбурга, строил гидротехнические и энергетические сооружения, включая Кемеровскую ГРЭС. В 1930-е годы был назначен начальником сооружения плотины № 39 и ГЭС № 194 на канале Москва-Волга.
В 1941 году И. В. Кочетов был назначен заместителем главного инженера строительства Внуковского аэропорта в Москве. В годы Великой Отечественной войны строил аэродромы. Потом строил железные дороги, работал на строительстве Широковской ГЭС (Пермский край). В апреле 1949 года был назначен на должность заместителя главного инженера КамГЭСстроя, где проработал до пуска 1-го агрегата. 9 декабря 1954 года Кочетов был назначен Главгидроэнергостроем СССР начальником строительного управления Воткинской ГЭС и заместителем начальника КамГЭСстроя. В 1956 году, когда были завершены подготовительные работы, стал заместителем главного инженера ВоткинскГЭСстроя.
После окончания строительства ГЭС принимал участие в строительству многих инфраструктурных объектов города Чайковского. После выхода на пенсию жил в Чайковском, где умер 12 января 1992 года.
Его именем названа улица в городе Чайковский; а на доме, где жил Герой, в декабре 2003 года была установлена мемориальная доска.

## Награды
- Указом Президиума Верховного Совета СССР от 25 июля 1966 года за выдающиеся заслуги в сооружении Воткинской гидроэлектростанции, разработку и внедрение новых технических решений и прогрессивных методов труда в строительстве гидротехнических сооружений Кочетову Ивану Васильевичу было присвоено звание Героя Социалистического Труда с вручением ордена Ленина и золотой медали «Серп и Молот».[1]
- Также награждён двумя орденами Трудового Красного Знамени, орденом «Знак Почета» и медалями, в том числе «За трудовую доблесть» и «За трудовое отличие».
- Лауреат Премии Совета Министров СССР (1975).[2]
- И. В. Кочетову присвоено звание «Почетный гражданин города Чайковского» (1973).